# Ballads (Eric-Clapton-Album)
Ballads ist ein Kompilationsalbum des britischen Rockmusikers Eric Clapton, das dreizehn Rockballaden enthält. Es erschien am 23. Dezember 2003 ausschließlich für den japanischen Markt beim Label Warner Brothers Japan und war nur drei Monate lang erhältlich.

## Vermarktung
Vor allem in den japanischen Städten Tokio, Yokohama, Osaka und Nagoya wurden intensive Werbemaßnahmen getroffen, um eine möglichst hohe Zahl an verkauften Tonträgern in nur 98 Tagen zu erreichen. Das Album wurde im japanischen Fernsehen vorgestellt und zahlreiche Werbeplakate an öffentlichen Plätzen sowie an Bussen und Zügen angebracht. Die Werbekampagne startete Mitte Dezember 2003 und wurde Ende März des folgenden Jahres beendet.

## Titelliste
| Nr.          | Titel                                   | Autor(en)                                     | Länge |
| ------------ | --------------------------------------- | --------------------------------------------- | ----- |
| 1.           | Tears in Heaven (Unplugged)             | Eric Clapton, Will Jennings                   | 4:35  |
| 2.           | Change the World (live)                 | Tommy Sims, Gordon Kennedy, Wayne Kirkpatrick | 3:57  |
| 3.           | Circus                                  | Eric Clapton                                  | 4:15  |
| 4.           | Miss You                                | Eric Clapton                                  | 5:41  |
| 5.           | Just Like a Prisoner                    | Eric Clapton                                  | 5:31  |
| 6.           | Badge (live)                            | Eric Clapton, George Harrison                 | 6:16  |
| 7.           | Old Love                                | Eric Clapton                                  | 13:12 |
| 8.           | Come Rain Or Come Shine (mit B.B. King) | Harold Arlen, Johnny Mercer                   | 4:12  |
| 9.           | Running on Faith                        | Jerry Lynn Williams                           | 5:35  |
| 10.          | Pretty Girl                             | Eric Clapton                                  | 5:32  |
| 11.          | Wonderful Tonight (live)                | Eric Clapton                                  | 3:46  |
| 12.          | Over the Rainbow (live)                 | Harold Arlen, E. Y. Harburg                   | 4:48  |
| 13.          | Layla (live)                            | Eric Clapton, Jim Gordon                      | 8:02  |
| Gesamtlänge: | Gesamtlänge:                            | Gesamtlänge:                                  | 74:22 |

## Rezeption
Kritiker Stephen Thomas Erlewine von der Musikwebsite Allmusic schrieb, dass in die Zusammenstellung des Albums der psychedelische Titel Badge nicht hineinpasse. Das Album sei aber für Gelegenheits-Fans von Clapton, die nach schöner Stimmungsmusik suchten, lohnend. Er vergab insgesamt 2,5 von 5 möglichen Bewertungseinheiten für das Album. Ballads erreichte Platz 7 der japanischen Albumcharts und blieb 18 Wochen dort. Musikjournalist Ayano Miyahara der Yomiuri Shimbun bezeichnete das Album als exzellent und lobte sowohl Claptons Gesang als auch sein Gitarrenspiel. Zum Titel Wonderful Tonight schrieb er: „In diesem Lied kommt sowohl Claptons leidenschaftliche maskuline als auch seine sentimentale Seite zum Ausdruck.“ Weiter fand Miyahara, dass Liedtext und Melodie perfekt harmonieren. Kritiker der Website artistdirect.com vergaben 2,5 von 5 möglichen Punkten. Mister Udo von Udo Artists Japan bezeichnete das Werk als „wundervolle Erfahrung“. todomusica.org vergab 5 von 5 Sternen für Ballads.

## Auszeichnungen für Musikverkäufe
| Land/Region  | Auszeichnungen für Musikverkäufe (Land/Region, Auszeichnung, Verkäufe) | Verkäufe |
| ------------ | ---------------------------------------------------------------------- | -------- |
| Japan (RIAJ) | Gold                                                                   | 129.000  |
| Insgesamt    | 1× Gold ·                                                              | 129.000  |

Hauptartikel: Eric Clapton/Auszeichnungen für Musikverkäufe